# Acropora elseyi
Acropora elseyi är en korallart som först beskrevs av Brook 1892.  Acropora elseyi ingår i släktet Acropora och familjen Acroporidae. IUCN kategoriserar arten globalt som livskraftig. Inga underarter finns listade i Catalogue of Life.